# U Zlaté studně
Ulice U Zlaté studně na Malé Straně v Praze je asi 100 metrů dlouhá úzká ulice, která je pokračováním Sněmovní ulice od domu U Pěti kostelů, podle kterého nazvali sousední Pětikostelní náměstí. Nachází se tu slavný hotel U Zlaté studně, který byl v roce 2011 v anketě amerického portálu TripAdvisor vybrán jako nejlepší na světě. Součástí hotelu je restaurace Terasa u Zlaté studně, která vyhrála anketu Maurerův Grand Restaurant 2012 jako nejlepší česká restaurace. V hotelu byla rezidence dánského astronoma Tycha Braha (1546–1601) a v letních měsících mohou hoteloví hosté využít soukromý vchod císaře Rudolfa II. do zahrad pražského hradu.

## Historie a názvy
Ulice vznikla ve středověku, vedla ní cesta k jižnímu vstupu do Pražského hradu. Na konci ulice je původně renesanční Dům U Zlaté studně, který v 16. století postavil italský architekt Ulrico Aostalli de Sala (česky Oldřich Avostalis). Název má podle zlaté studně v původním domě. V roce 1820 vytvořil litinový reliéf studny umístěný nad vchodem domu český sochař Josef Malínský (1756–1827). Názvy ulice se měnily:
- původně – „Pod valy hradu pražského“
- od poloviny 18. století – „Pětikostelní“
- od roku 1871 – „Sněmovní“
- po vytvoření Velké Prahy v roce 1922 – „U Zlaté studně“.

## Budovy, firmy a instituce
- středisko sociálních služeb – U Zlaté studně 1[7]
- hotel U Zlaté studně – U Zlaté studně 4[8][9]
- restaurace Terasa U Zlaté studně – U Zlaté studně 4[10][11]